# Muick
Der Muick, auch Water of Muick, ist ein Bach in der schottischen Council Area Aberdeenshire.

## Beschreibung
Der Muick entspringt auf einer Höhe von 960 Metern am Nordosthang des Càrn an t-Sagairt Mòr nahe der Grenze zur benachbarten Council Area Angus. Der Bach fließt rund drei Kilometer in südöstlicher Richtung ab und mündet dann in den Dubh Loch ein. Den rund einen Kilometer langen, auf 637 Metern Höhe gelegenen See verlässt er an dessen Ostufer und fließt dann weitere drei Kilometer nach Osten, wo er in den Loch Muick mündet. Der Oberlauf des Muick wird bis zur Mündung in den Loch Muick auf der Karte der Ordnance Survey als Allt an Dubh-loch bezeichnet.
Aus dem 3,5 Kilometer langen, auf einer Höhe von 398 Metern gelegenen Loch Muick an dessen Nordostufer abfließend folgt der Muick bis zu seiner Mündung einer vornehmlich nordöstlichen Richtung. Nach einem Lauf von insgesamt 27 Kilometern mündet er gegenüber von Ballater auf einer Höhe von 203 Metern von rechts in den Dee ein, der schließlich in die Nordsee entwässert. Er nimmt auf seinem Lauf über das königliche Anwesen Balmoral verschiedene Bäche auf, von denen der Allt Darrarie der größte ist. Etwa auf halbem Weg zwischen Loch Muick und der Mündung in den Dee überwindet der Muick einen als Linn of Muick bezeichneten Wasserfall. Das Tal des Muick wird als Glen Muick bezeichnet.

## Umgebung
Der Muick durchfließt eine weitgehend unbesiedelte Region der Cairngorms im Südwesten Aberdeenshires. Ihn überspannen verschiedene kleine Brücken, von denen die 1740 errichtete Invermuick Bridge (B976) nahe der Mündung denkmalgeschützt ist. Rund 2,5 Kilometer aufwärts der Mündung befindet sich der königliche Landsitz Birkhall am linken Ufer. Die Mündung befindet sich zwischen den Ruinen des Tower House Knock Castle und dem Herrenhaus House of Glenmuick. Westlich in wenigen Kilometern Entfernung fließt der Girnock Burn weitgened parallel dem Muick.

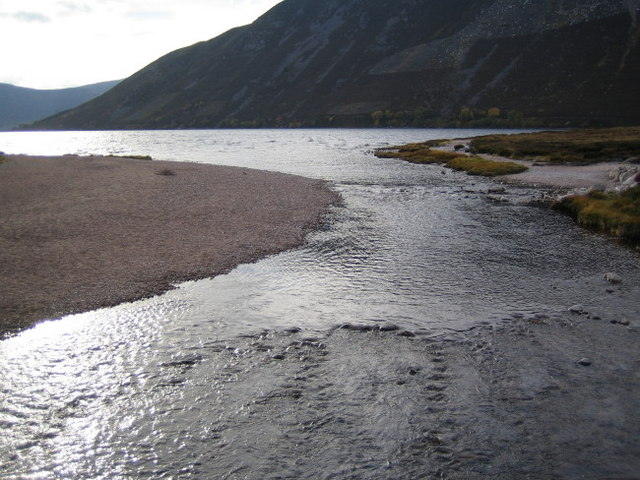
Abfluss aus Loch Muick
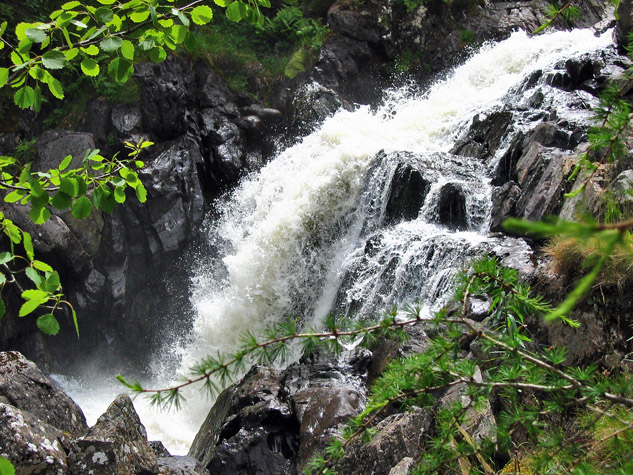
Linn of Muick
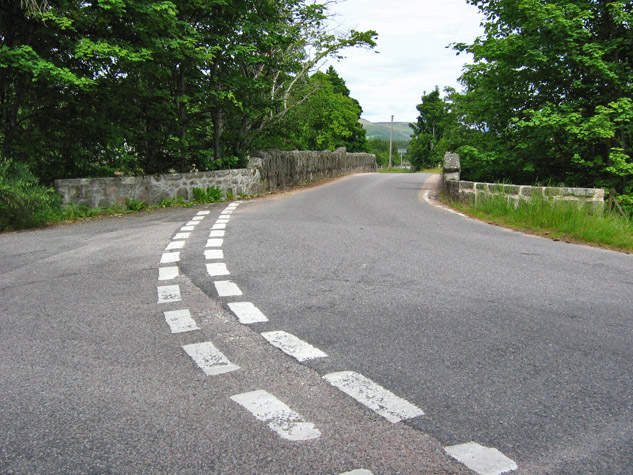
Invermuick Bridge